# Meloria

Meloria  est un haut fond avec un îlot rocheux affleurant entouré d'un banc de sable au large de la cote toscane en mer Ligurienne, environ 7 km en face de Livourne auquel il est administrativement rattaché.

## Zone protégée
Le haut-fond de Meloria est une zone archéologique, naturaliste et historique attractive qui fait partie, depuis 2010, de l'Aire marine protégée des fonds marins de Meloria) attribuée au Parc Naturel de Migliarino-San Rossore-Massaciuccoli ) pour la gestion. 

## Histoire
Un premier phare y a été construit au XIIe siècle par la république de Pise pour signaler ce danger au large du port de Pise, élément du large système portuaire qui s'étendait jusqu'au nord du village Labronico, future Livourne. Il servait également de forteresse. Le phare fut confié aux Bénédictins de Pise et par la suite aux Augustins de l'église San Jacopo in Acquaviva de Livourne. 
La tour fut détruite par les Génois en 1286 et fut reconstruite par la volonté du Grand-Duc Ferdinand Ier de Médicis mais fut détruite de nouveau par une tempête. Une nouvelle tour, la tour actuelle, fut construite en 1709 sous Cosme III de Médicis. Elle est constituée de quatre piliers reliés par des arches sous lesquelles se trouvent les restes de l'ancienne tour. La tour était dépourvue de système de signalisation. Plus tard, un phare de vingt mètres de haut a été construit sur un affleurement rocheux à deux cents mètres plus au sud. Aujourd'hui le haut fond est signalé par trois feux à alimentation photovoltaïque.

## Batailles de la Meloria
Meloria est connu pour les deux batailles navales qui se déroulèrent à proximité et auxquelles il a donné son nom  : 

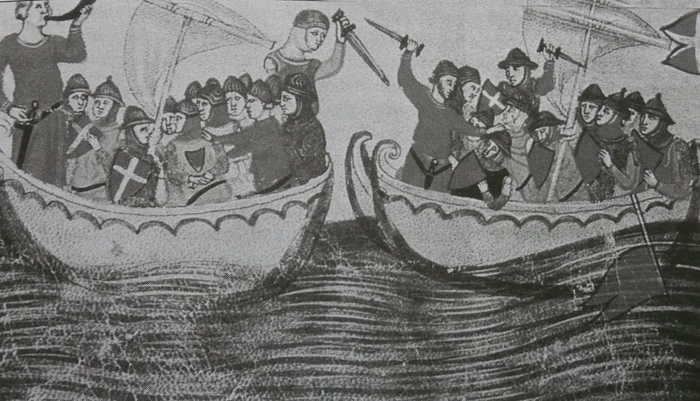
Bataille de la Meloria (1241)

- En mai 1241, la première bataille de la Meloria vit la flotte de l'empereur du Saint-Empire, Frédéric II, aidée par la république de Pise affronter une escadre génoise qui transportait des prélats anglais, français et espagnols se rendant auprès du pape Grégoire IX avec lequel l'empereur était en conflit. Trente navires génois furent coulés.
- En août 1284, la seconde bataille de Meloria, la plus connue, bataille navale médiévale typique, vit la victoire de la flotte de la république de Gênes sur la république de Pise, marquant la fin de la puissance navale de cette dernière.